# Weldon Spring
Weldon Spring és una població dels Estats Units a l'estat de Missouri. Segons el cens del 2000 tenia 5.270 habitants.

## Demografia
Segons el cens del 2000, Weldon Spring tenia 5.270 habitants, 1.880 habitatges, i 1.462 famílies. La densitat de població era de 257,2 habitants per km².
Dels 1.880 habitatges en un 35,7% hi vivien nens de menys de 18 anys, en un 73,1% hi vivien parelles casades, en un 3,4% dones solteres, i en un 22,2% no eren unitats familiars. En el 20,1% dels habitatges hi vivien persones soles l'11,9% de les quals corresponia a persones de 65 anys o més que vivien soles. El nombre mitjà de persones vivint en cada habitatge era de 2,66 i el nombre mitjà de persones que vivien en cada família era de 3,09.
Per edats la població es repartia de la següent manera: un 26,6% tenia menys de 18 anys, un 4,2% entre 18 i 24, un 24,1% entre 25 i 44, un 29% de 45 a 60 i un 16,2% 65 anys o més.
L'edat mediana era de 42 anys. Per cada 100 dones de 18 o més anys hi havia 85,3 homes.
La renda mediana per habitatge era de 87.998 $ i la renda mediana per família de 102.516 $. Els homes tenien una renda mediana de 66.522 $ mentre que les dones 40.339 $. La renda per capita de la població era de 40.810 $. Entorn del 2,6% de les famílies i el 4,4% de la població estaven per davall del llindar de pobresa.

## Poblacions més properes
El següent diagrama mostra les poblacions més properes.